# Telling Lies (відеогра)
Telling Lies — це комп'ютерна відеогра, розроблена Семом Барлоу та Furious Bee й опублікована Annapurna Interactive у серпні 2019 року. Як і попередній проєкт франшизи Her Story, гра створена у жанрі ігрового кіно з чотирма персонажами (у виконанні Логана Маршалла-Гріна, Александри Шипп, Керрі Біше та Анджела Сарафян) та складається з відеофрагментів дзвінків між ними, гравець використовуючи інструменти гри, має скласти інформацію докупи, проаналізувати її на правдивість для розв'язання загальної таємниці.

## Ігровий процес
Барлоу описує Telling Lies як «десктоп-трилер», подібний до Her Story, коли гравець занурюється у драматичні події через збережені відеокліпи й іншу інформацію, представлену на робочому столі віртуального комп'ютера. Telling Lies складається з численних відеофрагментів, які охоплюють дворічний період і зберігаються на викраденому з Агенції національної безпеки жорсткому диску. Гравець має можливість шукати сотні фрагментів відео за ключовими словами, а потім зібрати докупи часові межі, події та взаємодії, щоб зрозуміти, чому за чотирма персонажами велось електронне спостереження.
Відеофрагменти містять лише відеоряд й аудіо односторонньої бесіди, вимагаючи від гравця визначити, кому належить фрагмент, за можливої співпраці з близько 30 іншими персонажами. Гравці можуть прокручувати вперед та назад фрагменти, виділяти певні слова у субтитрах для пошуку та зберігати нотатки у пам'яті віртуального ПК під час гри. Для сканування матеріалів з жорсткого диска гравець має обмежений проміжок часу під час одного ігрового процесу, і доведеться перезапуститися з нуля (зі втратою всіх нотаток і закладок), якщо гравець хоче побачити більше. Барлоу підрахував, що вміст «Telling Lies» приблизно у чотири-п'ять разів довший «Her Story».